# 3-тя гірсько-піхотна дивізія (Третій Рейх)
3-тя гірсько-піхотна дивізія (Третій Рейх) (нім. 3. Gebirgs-Division) — гірсько-піхотна дивізія Вермахту за часів Другої світової війни. Сформована на базі австрійських 5-ї та 7-ї піхотних дивізій після аншлюсу Австрії. Дивізія стала одним з найбільш славетних та заслужених з'єднань Вермахту. Наприкінці Другої світової війни в складі дивізії було 34 кавалери Лицарського хреста.

## Райони бойових дій
- Польща (вересень 1939);
- Німеччина (Західний вал) (вересень 1939 — березень 1940);
- Норвегія (квітень 1940 — червень 1941);
- Фінляндія (червень 1941);
- СРСР (північний напрямок) (червень 1941 — січень 1942);
- Німеччина та Норвегія (січень — вересень 1942);
- СРСР (північний напрямок) (вересень — листопад 1942);
- СРСР (південний напрямок) (листопад 1942 — червень 1944);
- Словаччина та Угорщина (червень 1944 — травень 1945).

## Командування

### Командири
- генерал-лейтенант Едуард Дітль (нім. Eduard Dietl) (1 квітня 1938 — 14 червня 1940);
- генерал гірсько-піхотних військ Юліус Рінгель (нім. Julius Ringel) (14 червня — 23 жовтня 1940);
- генерал-майор, з 1 липня 1942 генерал-лейтенант Ганс Крейсінг (нім. Hans Kreysing) (23 жовтня 1940 — 10 серпня 1943);
- генерал-лейтенант Егберт Пікер (нім. Egbert Picker) (10 — 26 серпня 1943);
- генерал від інфантерії Зігфрід Расп (нім. Siegfried Rasp) (26 серпня — 10 вересня 1943);
- генерал-лейтенант Егберт Пікер (10 — 29 вересня 1943);
- генерал-лейтенант Август Віттманн (нім. August Wittmann) (29 вересня 1943 — 3 липня 1944);
- генерал-лейтенант Пауль Клатт (нім. Paul Klatt) (3 липня 1944 — 8 травня 1945).

## Нагороджені дивізії
- 14 грудня 1942 3-тя гірсько-піхотна дивізія нагороджена Сертифікатом Пошани Головнокомандувача Сухопутних військ для військових формувань Вермахту

Нагороджені дивізії
|  | Кавалери Нагрудного знаку ближнього бою в золоті                                                         | 3 |
|  | Кавалери Золотого Німецького Хреста                                                                      | 89 |
|  | Кавалери Срібного Німецького Хреста                                                                      | 1 |
|  | Категорія:Кавалери Лицарського хреста Залізного хреста з Дубовим листям                                  | 4 (№ 1 генерал-лейтенант Едуард Дітль — 19.07.1940 № 183 генерал-лейтенант Ганс Крейсінг — 20.01.1943 № 316 оберстлейтенант граф Альберт фон дер Гольц — 02.11.1943 № 686 генерал-лейтенант Пауль Клатт — 26.12.1944) |
|  | Категорія:Кавалери Лицарського хреста Залізного хреста                                                   | 34 |
|  | Кавалери Почесної Відзнаки Сухопутних військ «Почесна пряжка на орденську стрічку для Сухопутних військ» | 24 |

- Нагороджені Сертифікатом Пошани Головнокомандувача Сухопутних військ (3)

## Найвідоміші солдати та офіцери дивізії
У 3-ій гірсько-піхотній дивізії в одному (144-му гірському) полку служили найкращі снайпери вермахту: № 1 Маттеус Гетценауер (1924–2004) (345 перемог), і снайпер № 2 Йозеф Аллербергер (1924–2010) (257 перемог), а також Гельмут Вірнсбергер (64 перемоги).

## Відео
- 3. Gebirgsdivision